# تد کینگ (دوچرخه‌سوار)
تد کینگ (انگلیسی: Ted King؛ زادهٔ ۳۱ ژانویهٔ ۱۹۸۳) دوچرخه‌سوار اهل ایالات متحده آمریکا است.
از باشگاه‌هایی که در آن بازی کرده‌است می‌توان به لیکویگاس و کنندیل–دراپاک اشاره کرد.